# Big N' Tasty
Il Big N' Tasty, conosciuto in Italia con il nome Big Tasty, è un panino imbottito venduto dalla catena di fast food McDonald's in diversi paesi.
Venne ideato per competere con il Whopper di Burger King.
La particolarità di questo prodotto, oltre al fatto di avere dimensioni maggiori rispetto agli altri panini proposti, è la sua discontinuità relativamente alla presenza nel menù  standard dei ristoranti McDonalds. Spesso infatti, nonostante sia tra i prodotti più popolari della proposta McDonalds, esce dal menù per qualche periodo per poi essere reintrodotto periodicamente, con eccezione della Svizzera nella quale il panino è costante nel menù.
Esiste anche la versione Big Tasty Bacon. Questa variante non è disponibile negli Stati Uniti, ma solamente a livello internazionale.

## Storia

### Stati Uniti
Il Big N' Tasty fu l'ultimo di una serie di hamburger pensato per rivaleggiare con il Whopper della catena di fast-food rivale Burger King. Venne introdotto negli Stati Uniti nel 1997 in California, e a livello nazionale nel 2000.

### Mercato internazionale
All'estero il Big N' Tasty venne dapprima testato in Svezia durante l'estate del 2003. In Gran Bretagna, il lancio ebbe luogo nel dicembre 2003 con lo slogan pubblicitario "Sorry Yanks, this one's for us". Da lì in poi il prodotto si diffuse anche in altri paesi europei, Italia compresa dove apparve con il nome Big Tasty, e in Asia.